# Codecademy
Codecademy est une plateforme interactive en ligne qui propose d'apprendre gratuitement les bases de douze langages de programmation, tels que Python, PHP, JavaScript, Java, C++, ou des langages de balisage, comme HTML et CSS, et des tutoriels pour construire des sites web ou améliorer des programmes[réf. nécessaire]. Pour un apprentissage plus approfondi, il faut souscrire un abonnement « pro » avec des remises pour les étudiants et entreprises. En janvier 2014, le site passe la barre des 100 000 millions d’exercices réussis, avec 24 millions d'utilisateurs,,.
La plateforme propose un profil personnel, un glossaire pour chaque tutoriel, un espace de discussion, et un outil pour créer son propre cours. L'utilisateur est récompensé par des badges lorsqu'il achève des exercices. Le site est particulièrement bien accueilli par la presse, dont le New York Times et TechCrunch.
Le site a bénéficié d'une traduction française durant quatre ans (2014 - 2017), grâce au travail de l'association Bibliothèques sans frontières. Depuis le début de l'année 2018, le site n'est cependant plus disponible qu'en anglais.